# Алаеддін-паша
Алаеддін-паша (тур. Alaeddin Paşa; 1280 — 1331) — військовий та державний діяч Османського бейліку. Відомий також як Алаеддін-бей.

## Життєпис
Вважається сином бея Османа. Його матір'ю була Рабія Бала Малхун Хатун. Народився 1280 року в місті Сегют, столиці Османського бейліку. Колін Імбер вважав, що сина з ім'ям «Алаеддін-паша» у Османа не було. Імбер вказував, що вперше згадується син Османа в Оруджа і в Анонімній хроніці. Вони ж запозичили розповідь з незбереженої хроніки, написаної в 1422/23 році. Однак всі ці хроніки називали другого сина Османа «Алі-паша» . Колін показав, що розповідь про Алі-пашу є пізнім включенням в текст. Ім'я «Алаеддін» вперше з'являється у Ашікпашазаде, який переказує ту ж саму розповідь, що Орудж і Анонімна хроніка, але змінює ім'я синові Османа .
Втім все ж Алаеддін розглядається як історична особа. 1320 року ще за життя батька призначається великим візиром. Очолював війська у битві біля Малтепе проти візантійського імператора Андроніка III, де османліси здобули перемогу.
Після смерті батька у 1324 році відповідно до різних джерел Алаеддін претендував на титул вождя племені кайи та керівництво бейліком, але вимушений був поступитися  братові Орхану, якого підтримав впливовий клан дервішів-ахі. За іншими відомостями, Алаеддін добровільно поступився троном братові і між братами не було ворожнечі.
1328 або 1329 року після завершення облоги Бурси запропонував Орхану I впровадити шапку з білої повсті для вояків, щоб відрізняти в бою османського солдата від солдатів інших анатолійських бейліків, які одягали червоні головні убори. Також ініціював створення постійної піхоти—яя, структурувати османське війська на окремі підрозділи та запропонував впровадити власні гроші. 1331 року потім пішов у відставку. Помер до 1333 року в Бурсі.

## Сім'я
Принц Алаєддін одружився з донькою Балада і був благословенний 8 дітьми, 5 синами і 3 дочками :
1. Килич Бей,
2. Хизир Бей,
3. Мехмед Бей
4. Ібрагім-бей.
5. Шахі Челебі
6. Тачі Хатун
7. Айше Хатун
8. Паша Хатун